# Петър Калчев (актьор)
Петър Калчев е български театрален, телевизионен, филмов и озвучаващ актьор.

## Биография
Роден е на 1 юни 1973 г. в град Варна.
Три пъти е кандидатствал в НАТФИЗ „Кръстьо Сарафов“ и завършва специалност „Актьорско майсторство за куклен театър“ при професор Румен Рачев през 1998 г.

### Актьорска кариера
Калчев се реализира като драматичен актьор и работи с режисьори като Мариус Куркински, Лилия Абаджиева, Бина Харалампиева, Пламен Марков и др.
През 1998 г. дебютира на сцената на Драматично-куклния театър „Константин Величков“ в Пазарджик, където играе до 2000 г.
През 2000 г. е част от трупата на Малък градски театър „Зад канала“, където играе в „Охранители“, „Ритъм енд блус“, „Шведска защита“, „Четири чифта пагони“, „Мяра за мяра“, „Балкански синдром“, „Демонът от Скопие“, „Когато дъждът спря да вали“, „Посещението на старата дама“, „Заминавам“, „Човекоядката“, „Изкуството на комедията“, „Бел Ами“, „Ромул Велики“, „Пияните“, „Зимата на нашето недоволство“ и „Законът на Архимед“.
През 2019 г. е част от Сатиричния театър „Алеко Константинов“, където играе в постановките „Трима мъже и една Маргарита“, „Всички обичат Гари“ и „Една задръстена звезда“.

### Кариера в киното и телевизията
През 2000 г. до 2002 г. участва във предаването „Пътеводител на историческия стопаджия“.
Играе малки роли в сериалите „Под прикритие“, „Отплата“ и филмите „Спартак“ и „Моторът“.
През 2017 г. играе Гошо „Шопо“ в българския исторически филм „Воевода“
През 2019 г. е известен в ролите си на Парушев в комедийния сериал „All Inclusive“ и полицай Николов в драматичния сериал „Пътят на честта“.

### Кариера на озвучаващ актьор
Калчев се занимава активно с озвучаване на филми, сериали и реклами от 2008 г. Взима участие във войсоувър и нахсинхронните дублажи в „Александра Аудио“, „Доли Медия Студио“, „Андарта Студио“, „Про Филмс“ и др.

## Участия в театъра
Драматично-куклния театър „Константин Величков“, Пазарджик
- Давитко в „Епични времена“ по Йордан Радичков – режисьор Петринел Гочев
- Моряка, Коробейников, Бабичката, Сватбаря в „Дванадесетте стола“ от Илф и Петров – режисьор Пламен Панев
- Фердинанд в „Коварство и любов“ от Фридрих Шилер – режисьор Бина Харалампиева

Малък градски театър „Зад канала“
- 2001 – „Охранители“ от Джон Годбър – режисьор Съни Сънински[8]
- 2006 – „Ритъм енд блус 1“ (музикален спектакъл на Румен Цонев)[9][10][11]
- 2007 – „Шведска защита“ от Жорди Галсеран – режисьор Бина Харалампиева[12][13][14]
- 2007 – „Четири чифта пагони“ от Камен Донев[15][16]
- 2009 – „Мяра за мяра“ от Уилям Шекспир – режисьор Лилия Абаджиева[17]
- 2009 – „Ритъм енд блус 2“ (музикален спектакъл на Румен Цонев)[18][19][20]
- 2010 – „Балкански синдром“ от Станислав Стратиев – режисьор Мариус Куркински[21][22]
- 2011 – „Демонът от Скопие“ от Горан Стефановски – режисьор Дино Мустафич[23]
- 2013 – „Когато дъждът спря да вали“ от Андрю Бовел – режисьор Зорница София[24][25]
- 2013 – „Посещението на старата дама“ от Фридрих Дюренмат – режисьор Бина Харалампиева[26]
- 2014 – „Заминавам“ от Алексей Слаповски – режисьор Петър Денчев[27]
- 2014 – „Човекоядката“ от Иван Радоев – режисьор Бина Харалампиева[28][29][30]
- 2015 – „Изкуството на комедията“ от Едуардо де Филипо – режисьор Мариус Куркински[31][32]
- 2016 – „Бел Ами“ от Юрий Дачев – режисьор Бина Харалампиева[33][34][35]
- 2017 – „Ромул Велики“ от Фридрих Дюренмат – режисьор Бина Харалампиева[36][37][38]
- 2017 – „Пияните“ от Иван Вирипаев – режисьор Явор Гърдев[39][40][41][42]
- 2018 – „Зимата на нашето недоволство“ от Джон Стайнбек – режисьор Бина Харалампиева[43][44][45]
- 2018 – „Законът на Архимед“ от Жузеп Мария Миро – режисьор Стилиян Петров[46][47][48]

Театър 199 „Валентин Стойчев“
- 2007 – „Уилям Шекспир – пълни съчинения“ от Джес Уинфилд, Адам Лонг и Даниъл Сингър – режисьор Съни Сънински[50][51][52]
- „Инстинкти“ от Хуан Касас – режисьор Съни Сънински[53]

Театър „Българан“
- 2015 – „Ти Ви Ми Янко“ – с Филип Аврамов и Даниел Рашев[54]

Сатиричен театър „Алеко Константинов“
- 2019 – Коко в „Трима мъже и една Маргарита“ от Лиза Шопова[55][56]
- 2021 – Хенри Липиат във „Всички обичат Гари“ от Ноъл Кауърд – режисьор Андрей Аврамов[57]

## Филмография
- „Патриархат“ (2005)
- „Под прикритие“ (2011) – Добромир Ангелов
- „Отплата“ (2012) – Полицай
- „Недадените“ (2013) – Константин Партов
- „Воевода“ (2017) – Гошо „Шопо“
- „Моторът“ (2018) – Кръчмарят
- „Столичани в повече“ (2019) – Бизнесмен
- „Пътят на честта“ (2019) – Полицай Николов
- „All Inclusive" (2020) - Йордан Парушев
- ,, Заведи ме вкъщи" ( 2024) - шофьора

## Роли в озвучаването
| Актьор                 | Филми/Сериали | Роля                                    |
| ---------------------- | --- | --------------------------------------- |
| Господин Лорънс        | Спондж Боб Квадратни гащи (дублажи на Александра Аудио и Про филмс) Спондж Боб: Гъба на сухо Спондж Боб: Гъба беглец Лагер Корал: Младежките години на Спондж Боб | Планктон                                |
| Джеф Бъргман           | Шоуто на Шантавите рисунки Космически забивки: Нови легенди Шантави рисунки-мисунки Новите шантави рисунки | Силвестър                               |
| Джеф Гарлин            | Играта на играчките 3 Ваканция на Хаваите Партизавър Рекс Играта на играчките: Пътешествието | Златорог                                |
| Джим Гафиган           | Хотел Трансилвания 3: Чудовищна ваканция Хотел Трансилвания 4: Трансформания | Ейбрахам Ван Хелсинг                    |
| Дони Йен               | Rogue One: История от Междузвездни войни Мулан | Чирът Имуе Командир Тунг                |
| Кевин Майкъл Ричардсън | Скуби-Ду и Батман: Дръзки и смели Големия Нейт | Базил Карло/Глинено лице Дирекор Никълс |
| Крейг Робинсън         | Шрек завинаги (дублаж на Александра Аудио) Доктор Дулитъл (дублаж на Александра Аудио) | Сладкиш Кевин                           |
| Мат Маккой             | Полицейска академия 5: Мисия в Маями (дублаж на студио Тайтъл Бе-Ге) Полицейска академия 6: Град под обсада (дублаж на студио Тайтъл Бе-Ге) | Ник Ласард                              |
| Ник Нолти              | През плета Хрониките на Спайдъруик | Винсънт Мългарат                        |
| Роб Лоу                | Пазител на Лъвските земи: Завръщане на рева Пазител на Лъвските земи | Симба                                   |
| Сет Роугън             | Хрониките на Спайдъруик Кунг-фу панда (дублаж на Александра Аудио) Кунг-фу панда 2 (дублаж на Александра Аудио) Кунг-фу панда 3 (дублаж на Александра Аудио) | Хогскуийл Богомолка                     |
| Стийв Гутънбърг        | Полицейска академия (дублаж на студио Тайтъл Бе-Ге) Полицейска академия 2: Тяхното първо назначение (дублаж на студио Тайтъл Бе-Ге) Полицейска академия 3: Отново в академията (дублаж на студио Тайтъл Бе-Ге) Полицейска академия 4: Градски патрул (дублаж на студио Тайтъл Бе-Ге) | Кари Махоуни                            |
| Том Кейн               | Ким Суперплюс (в трети сезон) Войните на клонираните (дублаж на студио 1+1 / Про Филмс) | Маймун Зъл Йода                         |
| Франк Оз               | Междузвездни войни: Епизод I - Невидима заплаха (дублаж на Александра Аудио) Междузвездни войни: Епизод II - Клонираните атакуват (дублаж на Александра Аудио) Междузвездни войни: Епизод III – Отмъщението на ситите (дублаж на Александра Аудио) Междузвездни войни: Епизод V - Империята отвръща на удара (дублаж на Александра Аудио) Междузвездни войни: Епизод VI - Завръщането на джедаите (дублаж на Александра Аудио) Междузвездни войни: Бунтовниците Междузвездни войни: Епизод VII - Силата се пробужда (дублаж на Александра Аудио) Междузвездни войни: Епизод IX - Възходът на Скайуокър | Йода (глас)                             |

### Анимационни сериали
- „Големия Нейт“ – директор Никълс, 2022
- „Гръмотевичните котки“
- „Кид върсъс Кат“
- „Ким Суперплюс“ – Маймун Зъл (в трети сезон)
- „Кръстници-вълшебници“, 2013
- „Къщата на Шумникови“
- „Кунг-фу панда: Легенди за страхотния боец“ – Богомолка, 2013
- „Междузвездни войни: Войните на клонираните“ (дублаж на студио 1+1/Про Филмс) – Йода (Том Кейн)
- „Младежка лига“
- „Невероятните неприключения на Флапджак“ – Лоли Пупдек
- „Пазител на Лъвските земи“
- „Тайните на Гравити Фолс“, 2012 – 2016
- „Финиъс и Фърб“ – Бюфърд

### Игрални сериали (войсоувър дублаж)
- „Бащи на помощ“, 2020
- „Военни престъпления: Лос Анджелис“ (дублаж на Александра Аудио)
- „Лоис и Кларк: Новите приключения на Супермен“ (дублаж на PRO.BG) – Кларк Кент / Супермен
- „От местопрестъплението: Ню Йорк“ (дублаж на Александра Аудио)
- „Пълна бъркотия“, 2020

### Игрални сериали (нахсинхронен дублаж)
- „Имението Евърмур“ – Роб Бейли

### Анимационни филми (войсоувър дублаж)
- „Мравката Z“ – Ефрейтор Уийвър (Силвестър Сталоун) / Кътър (Кристофър Уокън), 2009
- „ПараНорман“ (дублаж на студио VMS), 2017
- „Покахонтас“ – Губернатор Радклиф (Дейвид Огдън Стиърс), 2010
- „През плета“ – Ози (Уилям Шатнър) / Тигър (Омид Джалили), 2010
- „Тайната на умните мишоци: Спасителят Тими“, 2014
- „Хитрецът Джак 2“, 2008

### Анимационни филми (нахсинхронен дублаж)
- „101 далматинци II: Приключението на Пач в Лондон“ – Други гласове, 2008
- „Angry Birds: Филмът 2“ – Гари, 2019
- „Аз, проклетникът 3“ – Балтазар Брат (Трей Паркър), 2017
- „Белия зъб“ – Други гласове, 2018
- „В небето“ – Гама, 2009
- „Гномчета вкъщи“ – Други гласове, 2018
- „Ела, изпей! 2“ – Други гласове, 2022
- „Енканто“ – Освалдо/Свираче на типле, 2021
- „Замръзналото кралство“ – Оукън, 2013
- „Зоотрополис“ – Якс Големия, 2016
- „Как да си дресираш дракон“ (дублаж на Александра Аудио) – Други гласове, 2010
- „Коледна песен“ – Други гласове, 2009
- „Котаракът в чизми“ (дублаж на Александра Аудио) – Комаданте, 2011
- „Ледена епоха: Мамутска Коледа“ – Допълнителни гласове, 2011
- „Лошите момчета“ – Змия (Марк Марън), 2022
- „Луис и извънземните“, 2018
- „Мегаум“ (дублаж на Александра Аудио) – Мегаум (Уил Феръл), 2010[59]
- „Ой, къде изчезна Ной! 2“, 2022
- „Овца или вълк 2: Голям прас“ – Други гласове, 2019
- „Откраднатата принцеса“ – Други гласове, 2018
- „Отнесена от духовете“ – Чичияку, 2012
- „Рапунцел и разбойникът“ – Други гласове, 2010
- „Сами вкъщи“ – Други гласове, 2016
- „Сами вкъщи 2“ – Сергей, 2019
- „Скуби-Ду!“ – Капитан Пещера (Трейси Морган), 2020
- „Скуби-Ду и Батман: Дръзки и смели“ – Жокера, Пластичния човек и Глинено лице, 2021
- „Снежната кралица“ – Трола, 2015
- „Снежната кралица 3: Огън и лед“ – Орм, 2017
- „Снежната кралица 4: Огледалното кралство“ – Други гласове, 2019
- „Супер Марио Bros.: Филмът“ – Кралят Пингвин, 2023
- „Тайният свят на Финик“, 2023
- „Университет за таласъми“ – Други гласове, 2013
- „Фантастичното пътешествие до Оз“ – Генерала, 2017
- „Хотел Трансилвания 3: Чудовищна ваканция“ – Ван Хелсинг, 2018
- „Шрек завинаги“ (дублаж на Александра Аудио) – Сладкиш, 2010
- „Щъркелчето Ричард“ – Други гласове, 2017

### Игрални филми (войсоувър дублаж)
- „Агент в оставка“ (дублаж на bTV), 2012
- „Война на световете“ – Рей Фериър (Том Круз), 2010
- „Господи, помилуй“ – Лионел Касдан (Жерар Депардийо)
- „Двойна комбина“ (дублаж на TITLE.BG) – Ставрос (Мики Рурк)
- „Между сега и изгрева“
- „Началото на мрака“
- „Нещо ново“ (дублаж на Андарта Студио), 2021
- „Перфектният мъж“ (дублаж на Александра Аудио) – Бен Купър (Крис Нот)
- „Полицейска академия“ (дублаж на TITLE.BG), 2009
- „Полицейска академия 2: Тяхното първо назначение“ (дублаж на TITLE.BG), 2009
- „Полицейска академия 3: Отново в академията“ (дублаж на TITLE.BG), 2009
- „Полицейска академия 4: Градски патрул“ (дублаж на TITLE.BG), 2009
- „Последният екшън герой“ (първи дублаж на Андарта Студио) – Джак Слейтър (Арнолд Шварценегер)
- „Трансформърс: Тъмната страна на луната“
- „Трансформърс: Ера на изтребление“
- „Хук“ (дублаж на Имидж Продъкшън) – Питър Банинг / Питър Пан (Робин Уилямс)

### Игрални филми (нахсинхронен дублаж)
- „G-Force: Специален отряд“ – Килиън (Уил Арнет), 2009
- „Rogue One: История от Междузвездни войни“ – Чирът Имуе (Дони Йен), 2016
- „Котки и кучета: Отмъщението на Кити“ – Лу (Нийл Патрик Харис), 2010
- „Кучешки живот“ – Джим, бащата на Итън (Джим Монтгомъри), 2017
- „Круиз в джунглата“ – Принц Йоаким (Джеси Племънс), 2021
- „Мери Попинз се завръща“ – Други гласове, 2018
- „Мистерията на къщата с часовника“ – Айзък Изард (Кайл Маклоклан), 2018
- „Мъпетите“ – Гонзо, 2012
- „Мулан“ – Командир Тун, 2020
- „Соло: История от Междузвездни войни“ – Други гласове, 2018

## Награди
- 2002 – Групова награда на САБ за актьорско майсторство за „Охранители“